# Diodoro Sículo
Diodoro Sículo o de Sicilia (en griego antiguo: Διόδωρος Σικελιώτης) fue un antiguo historiador griego del siglo I a. C. Nació en Agirio (hoy Agira), en la provincia romana de Sicilia.

## Biografía
San Jerónimo (Chronica) sitúa la madurez de Diodoro hacia el 49 a. C., lo que coincide con las afirmaciones del propio autor. La fecha más antigua que menciona Diodoro es su visita a Egipto en la 180ª Olimpiada (entre el 60 a. C. y el 56 a. C.), que fue recordada por un tumulto en demanda de la pena de muerte para un ciudadano romano que había matado accidentalmente un gato, animal sagrado para los antiguos egipcios (Bibliotheca historica 1.41, 1.83). El último hecho recordado por Diodoro es la venganza de Octavio César Augusto sobre la ciudad de Tauromenium (hoy Taormina), cuya negativa a ayudarle condujo al futuro emperador a una derrota naval en el 36 a. C. Diodoro no da muestra de haberse enterado de la conversión de Egipto en provincia romana —lo que ocurrió en el 30 a. C.—, por lo que seguramente publicó su obra completa antes de esa fecha. Diodoro afirma que empleó treinta años en la composición de su Historia y que emprendió varios peligrosos viajes a través de Europa y Asia para completar sus investigaciones históricas; sin embargo, los críticos modernos han advertido varios errores sorprendentes que un testigo ocular no debería haber cometido.
Influyó en él el filósofo e historiador estoico Posidonio. Diodoro muestra una marcada afinidad con esta filosofía, empleando sus conceptos de Divina Providencia y de la hermandad o unidad del género humano, aunque su grado de adhesión a esta escuela ha sido debatido por los académicos, algunos de los cuales le consideran un ecléctico.

## Obra

Bibliotheca historica, 1746

Su Historia, a la que llamó Bibliotheca Historica, consta de 40 volúmenes organizados en tres secciones:
- La primera sección (libros I a VI) narra la historia por regiones geográficas: historia y cultura de Egipto (libro I), Mesopotamia, India, Escitia y Arabia (libro II), África del Norte (libro III), así como Grecia y Europa (libros IV a VI).

- En la siguiente sección (libros VII a XVII) cuenta la Historia del mundo desde la guerra de Troya hasta la muerte de Alejandro Magno.

- La última sección (libros XVIII a XL) trata de los acontecimientos históricos desde la muerte de Alejandro Magno hasta el año 60 a. C. o hasta el comienzo de la guerra de las Galias por Julio César en el 58 a. C. (el final está perdido y no está claro si Diodoro llegó hasta el comienzo de esa guerra, como promete en el prefacio de su obra o si, como sugiere la evidencia, viejo y cansado de escribir, la terminó en el 60 a. C.)

Eligió el nombre de Bibliotheca en reconocimiento de la multiplicidad de fuentes que le sirvieron para componer la obra. Entre los autores que han podido ser identificados figuran Hecateo de Mileto, Ctesias, Éforo, Teopompo, Jerónimo de Cardia, Duris de Samos, Diulo, Filisto, Timeo, Polibio y Posidonio.
El empleo aparentemente acrítico que hizo de los historiadores que le precedieron articula la crítica negativa que se le da en la edición de 1911 de la Enciclopedia Británica:

Los errores de Diodoro proceden parcialmente de la naturaleza de la empresa, y de la torpe forma de anales en los que ha vertido la porción histórica de su narración. No muestra ninguna de las facultades críticas del historiador, limitándose a juntar un montón de detalles inconexos. La narración contiene frecuentes repeticiones y contradicciones, le falta viveza y le sobra monotonía. El mismo lenguaje, que se mueve entre el ático puro y el griego coloquial de su tiempo, nos permite detectar en la narración los fragmentos sin digerir de los materiales que empleó.

Mucho más comprensivo se muestra otro autor, C.H. Oldfather, quien escribió en su introducción de su traducción de Diodoro:

Mientras que tales características excluyen a Diodoro de entre los historiadores más capaces de la Antigüedad, hay todas las razones para creer que utilizó las mejores fuentes y las reprodujo fielmente. Su Primer Libro, que trata casi exclusivamente de Egipto, es el relato literario más completo de la historia y costumbres de ese país después de Heródoto. Los libros II a V cubren un espectro más amplio, y debido a la inclusión de abundante material mitológico, tienen un valor mucho menor. En el periodo del 480 al 301 a. C., que desarrolla en forma de anales y cuya fuente principal es la Historia Universal de Éforo, su importancia es variable según si es la única fuente disponible de un periodo, o se han conservado fragmentos de otros autores superiores. Al medio siglo que va del 480 al 430 a. C., Tucídides le dedica poco más de 30 capítulos; Diodoro lo cubre de forma más completa (11.37 - 12.38), y es el único relato literario sin interrupción para la cronología del periodo... Para los años 362-302 a. C., Diodoro es otra vez la única fuente literaria ininterrumpida, y ofrece el único relato cronológico de periodo de Filipo y completa a los escritores mencionados y a otras fuentes contemporáneas en muchos aspectos. Para el periodo de los sucesores de Alejandro, 323-302 a. C. (libros XVIII a XX), es la principal autoridad y su historia del periodo adquiere, por tanto, una importancia que no alcanza para los demás años.

Como ya se indicó, la inmensa obra de Diodoro no se ha conservado intacta: tenemos los cinco primeros libros y los numerados del X al XX. El resto solo nos ha llegado en fragmentos preservados en Focio y los resúmenes de Constantino Porfirogénito.
La editio princeps de Diodoro fue una traducción latina de los cinco primeros libros, realizada por Poggio Bracciolini y publicada póstumamente en Bolonia en 1472. La primera impresión del original griego (en Basilea en 1535) contenía solo los libros XVI a XX, y fue el trabajo de Vincentius Opsopoeus. Todos los libros y fragmentos sobrevivientes fueron publicados solo en 1559 por H. Stephanus en Ginebra.